# Bougainvillea spectabilis
Bougainvillea spectabilis är en underblomsväxtart som beskrevs av Carl Ludwig von Willdenow. Bougainvillea spectabilis ingår i släktet Bougainvillea och familjen underblomsväxter.

## Underarter
Arten delas in i följande underarter:
- B. s. parviflora
- B. s. virescens

## Bildgalleri

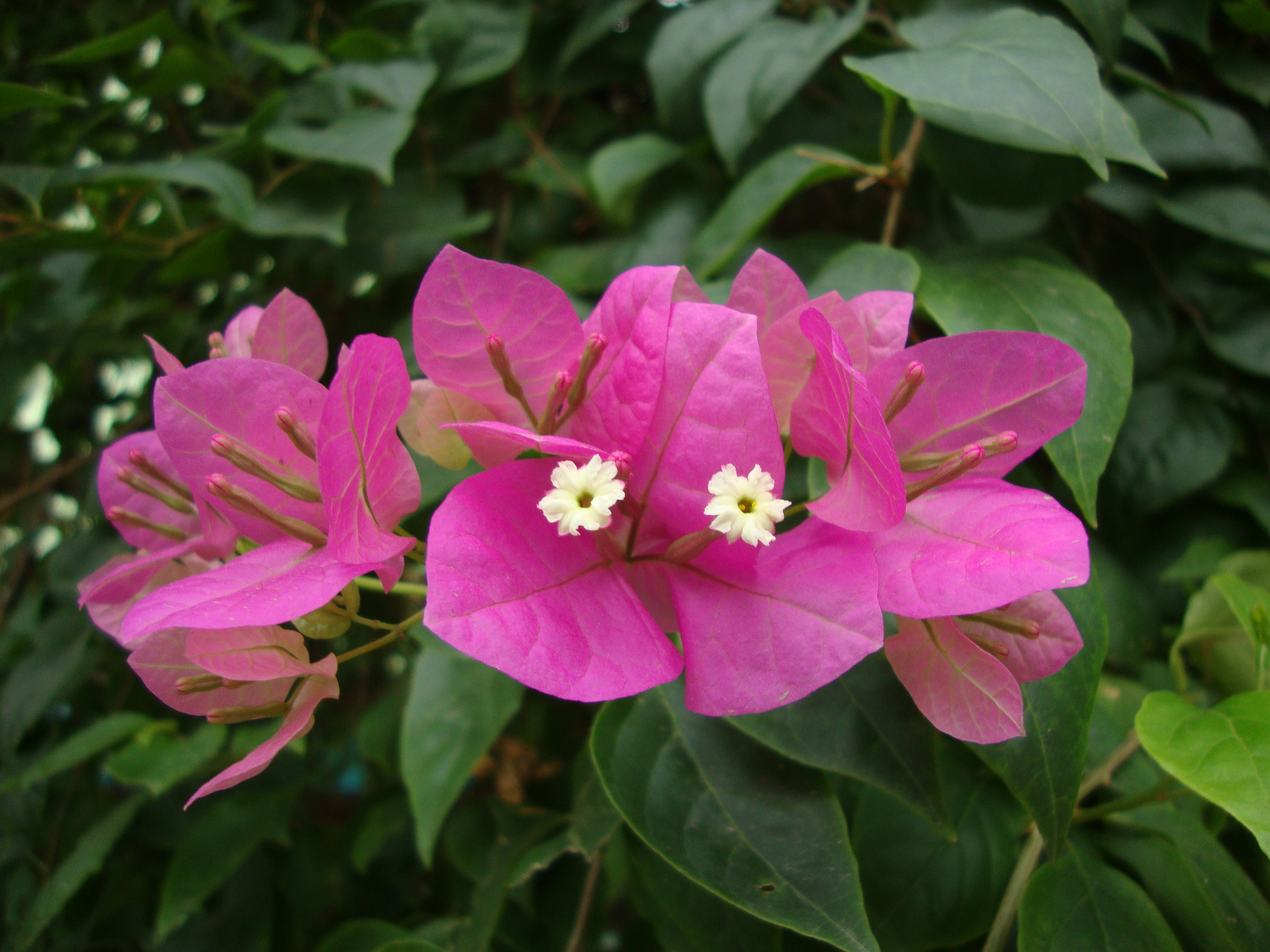
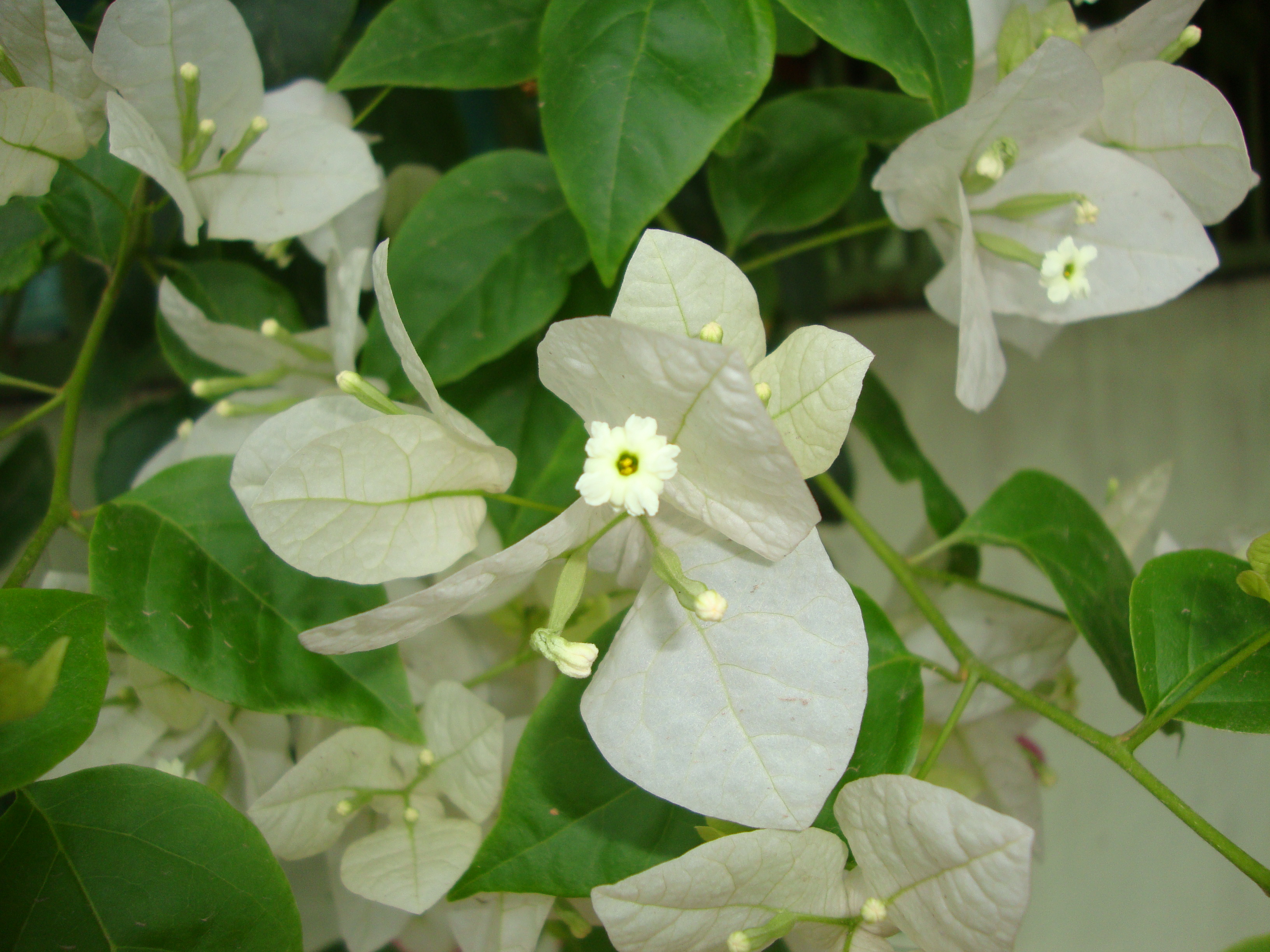
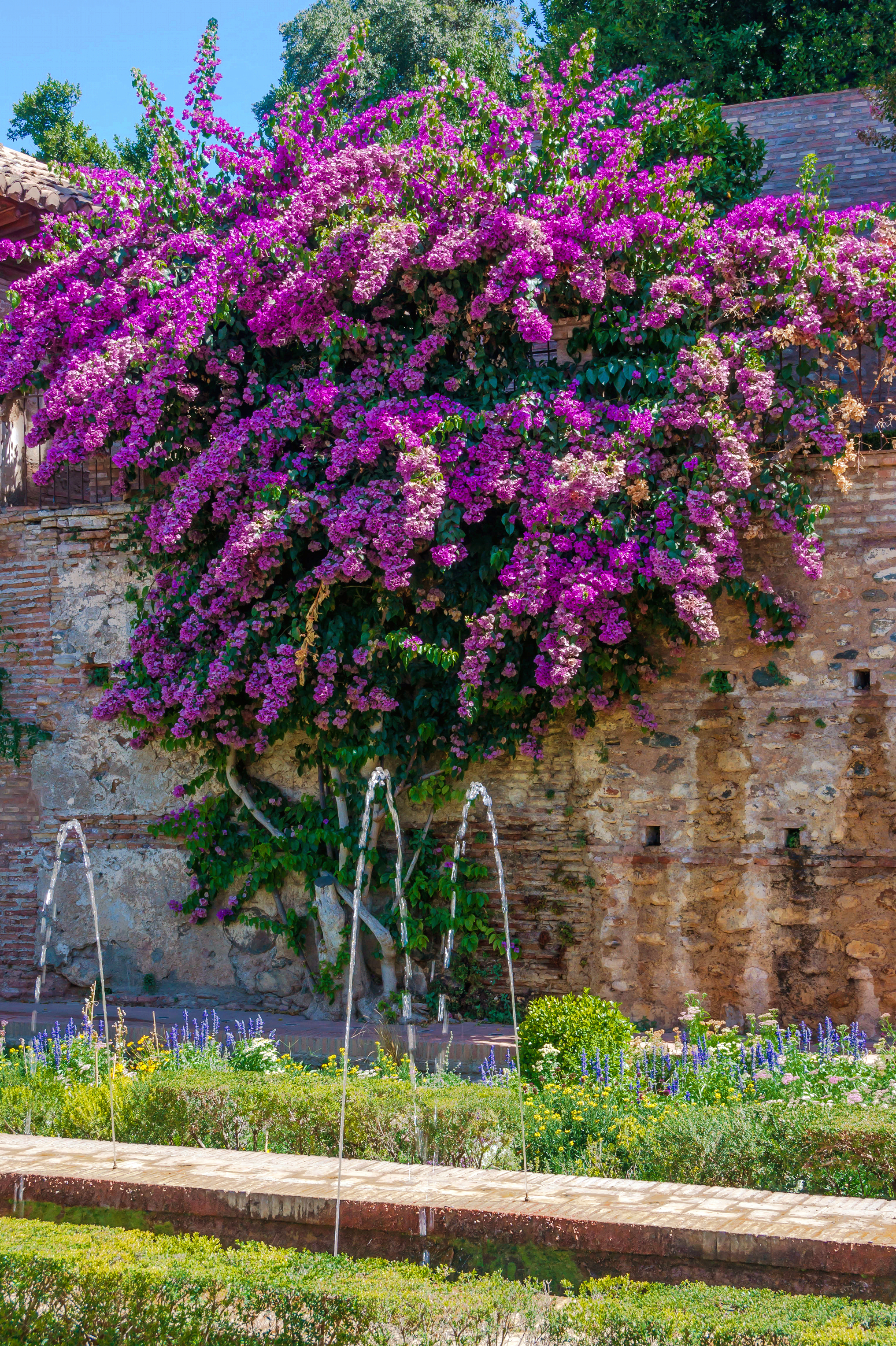
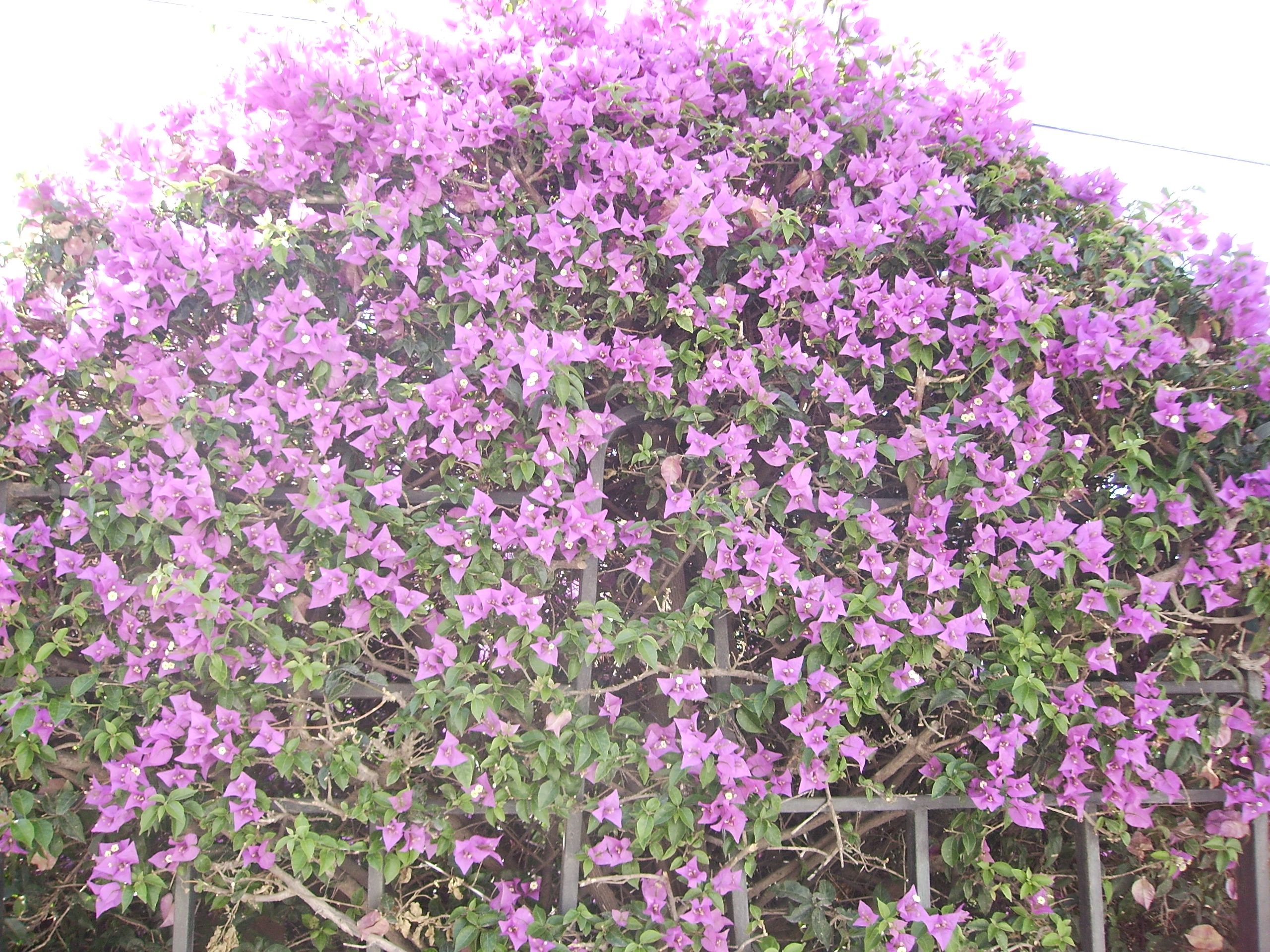
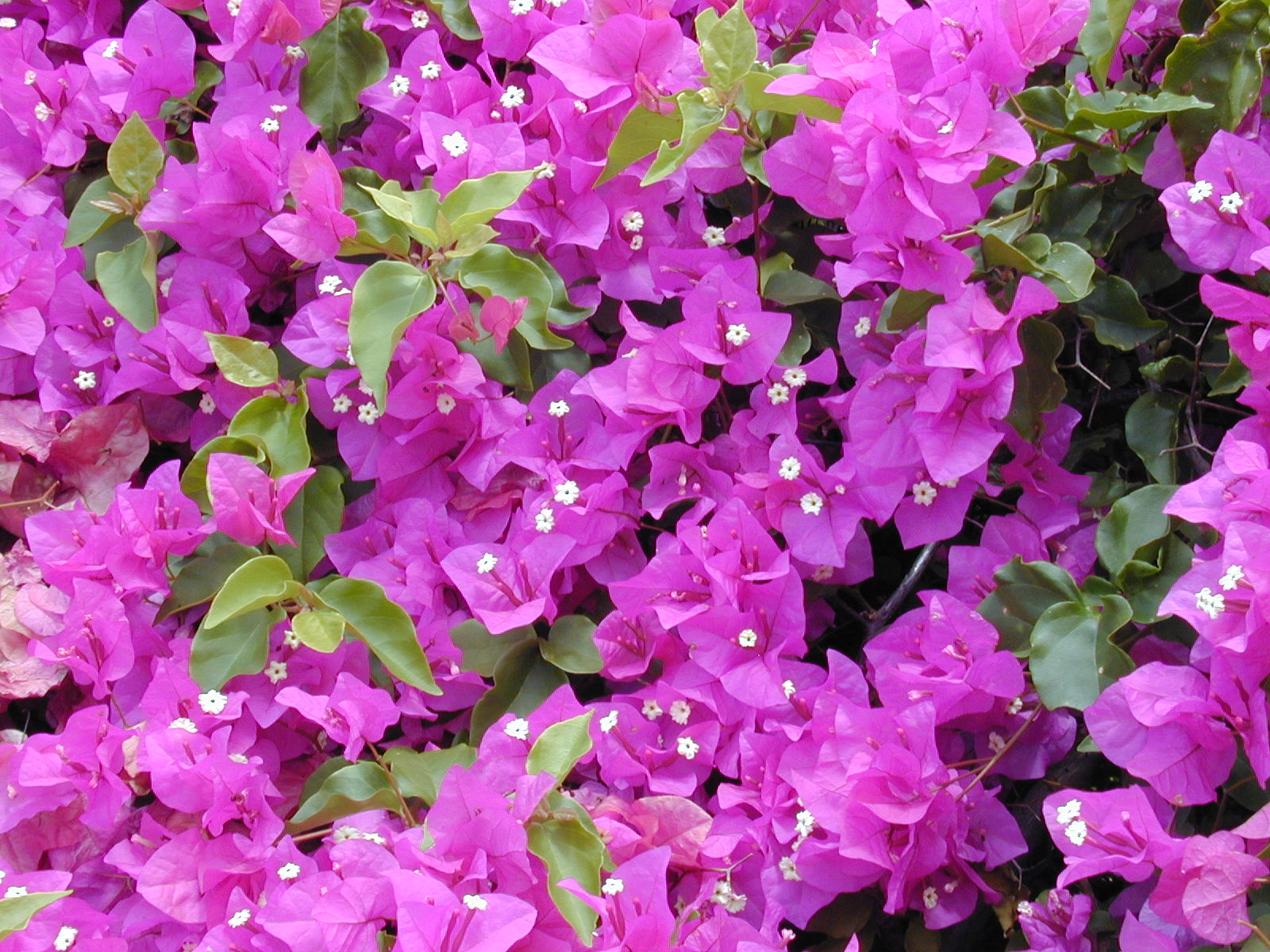
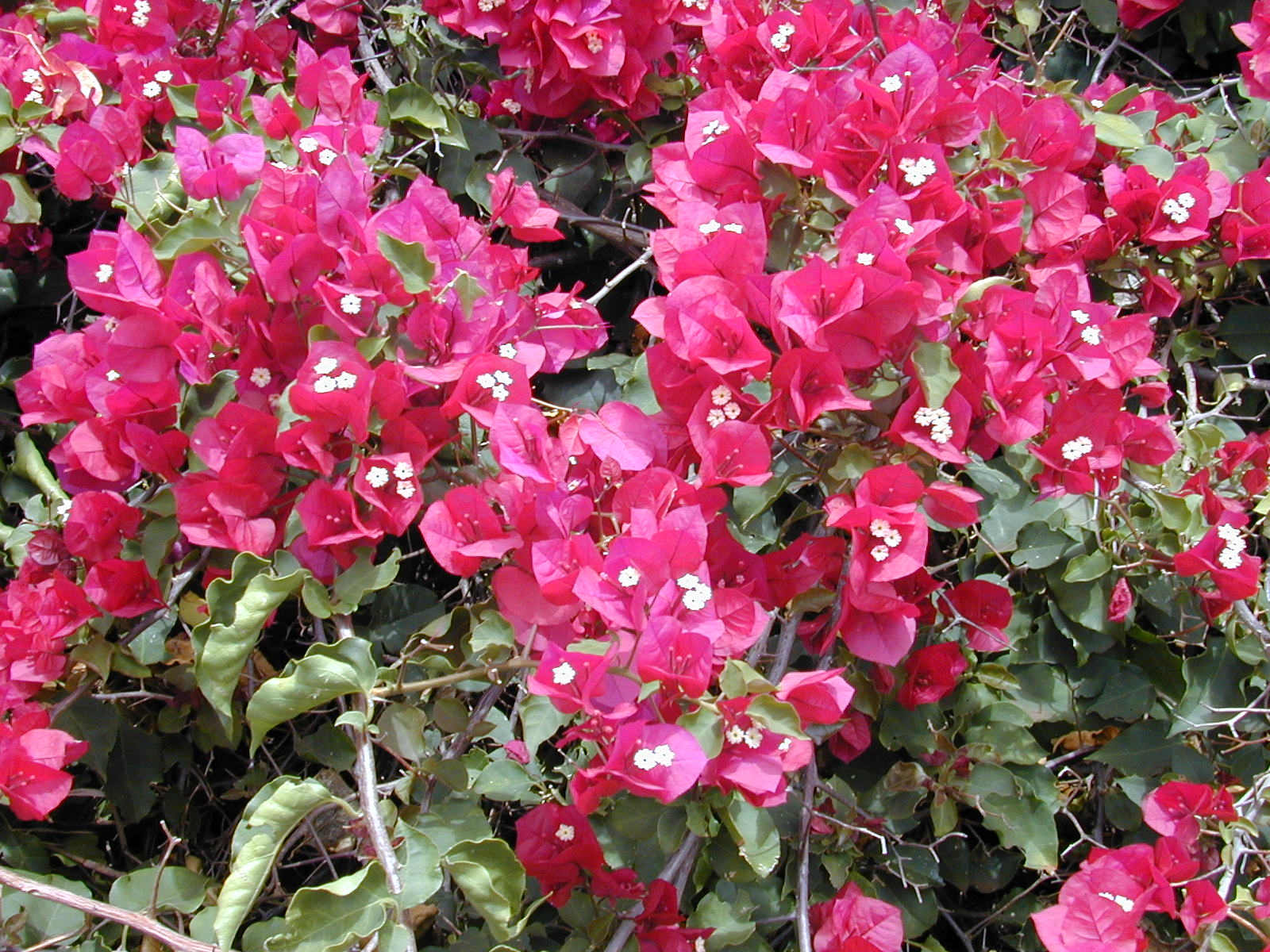